# Dell & Richthoven
Dell & Richthoven ist eine 4-teilige Kriminalserie mit komödiantischen Elementen. Die Ausstrahlung erfolgte im November und Dezember 2008 im ZDF. Produziert wurde die Serie von der Phoenix Film.

## Inhalt
Unglücklicherweise hat sich der Trickbetrüger Bruno Dell den Oberstaatsanwalt Sebastian Richthoven für eine seiner Gaunereien ausgesucht. Richthoven kommt ihm auf die Schliche und stellt Dell vor die Wahl: Entweder Anklage oder Zusammenarbeit. Denn Richthoven hegt schon lange den Plan, Kriminellen, denen er mit den Paragrafen des Strafgesetzbuches nicht habhaft werden kann, auf andere, nicht immer ganz legale Art und Weise das Handwerk legen zu können. Doch bislang fehlte ihm der richtige Partner, den er nun in Dell gefunden zu haben glaubt.

## Sonstiges
Die Serie wurde von Seiten des ZDF bereits im Vorfeld mit vielen Vorschusslorbeeren bedacht, die Realität sah allerdings anders aus. Die Einschaltquoten entsprachen von Beginn an nicht im Entferntesten den Vorstellungen der Programmverantwortlichen. Nachdem die dritte Folge mit 2,37 Millionen Zuschauern einen Marktanteil von lediglich 7,8 %, in der Gruppe der 14- bis 49-jährigen sogar von nur 3,5 %, verbuchen konnte, verbannte man die letzte Episode kurzerhand von ihrem vorgesehenen Sendeplatz im Abendprogramm am Donnerstag, dem 11. Dezember, ins Nachmittagsprogramm des darauffolgenden Sonnabends. Ersatzweise sendete das ZDF die Wiederholung einer Wilsberg-Folge.

## Episodenliste
| Folge | Erstausstrahlung  | Titel                         | Regie                 | Gastdarsteller (Auswahl)                                                                                |
| 1     | 13. November 2008 | Knast oder Cognac             | Marcus O. Rosenmüller | Sonja Kirchberger, Nina Gnädig, Klaus Manchen, Volker Ranisch                                           |
| 2     | 20. November 2008 | Der süße Klang der Lüge       | Josh Broecker         | Roman Knižka, Josefine Preuß, Jürgen Goslar, Hildegard Alex, John Keogh                                 |
| 3     | 4. Dezember 2008  | Operation Nadelöhr            | Josh Broecker         | Wolfgang Maria Bauer, Karl Kranzkowski, Christoph Tomanek, Lilay Huser, Astrid Kohrs, Andreas Mannkopff |
| 4     | 13. Dezember 2008 | Der sicherste Platz auf Erden | Marcus O. Rosenmüller | Wilfried Hochholdinger, Sven Walser, Ralf Lindermann, Luke J. Wilkins                                   |